# Фока, Ален
Але́н Фока́ (фр. Alain Foka; родился 22 июля 1964 года в Дуале) — камерунский журналист.

## Биография
С шести лет мечтал стать журналистом по примеру Жана Винсента Чиенхома, работавшего на Radio Cameroun (сегодня CRTV, Камерунское радио и телевидение),  Жоржа Коллине с «Голоса Америки» и других журналистов.
После окончания школы был допущен к вступительным экзаменам в Международную высшую школу журналистики в Камеруне (ESIJY, сегодня ESSTIC), он решил изучать политологию во Франции, прежде чем вернуться к журналистике.
В 2011 году вошёл в число 100 самых влиятельных африканцев в категории СМИ, по версии журнала New Afrique. Ален Фока — одна из главных фигур африканского и, в особенности, камерунского медиапространства.
Выпускник Парижского института политических исследований, Центра подготовки журналистов (CFJ) и Высшей школы аудиовизуального представления (ESRA), Ален Фока начал свою карьеру в качестве журналиста France Inter, затем работал репортёром одновременно для Europe 1 и La Cinq.
В 1992 году он основал компанию Phoenix Productions Médias (позже Idy Productions), в которой он снял около полусотни документальных фильмов для телеканалов Planète, France 2 и TF1.
С 1994 года он работает журналистом в RFI, производит и ведёт многочисленные передачи, в том числе в настоящее время «Африканские архивы» (Archives d'Afrique), Afrique Plus и Le Débat Africain . Он также несколько лет руководил программой Medias d'Afrique (обзор африканской прессы) на RFI.
В 2011 году, согласно списку, опубликованному в июньском номере журнала New Afrique, он вошел в число 100 самых влиятельных африканцев в категории СМИ. Ален Фока — одна из важнейших фигур в медиа-среде Африки и Камеруна, в частности..
С сентября 2019 года Ален Фока ведёт YouTube-канал Alain Foka Officiel, на котором выкладывает как свои старые работы (в частности, серии «Африканского архива» о первых лидерах африканских стран после деколонизации), так и новые комментарии по актуальным вопросам (использование российских ЧВК в Мали, продовольственная безопасность в Африке и другие).
17 октября 2023 года Ален Фока объявил о своем уходе из RFI после почти 30 лет сотрудничества..

## Награды и признание
- 1999: награда лучшему африканскому журналисту года
- 2005: премия Cameroon press awards
- 2008: награда лучшему африканскому журналисту года
- 2016: премия имени Нельсона Манделы
- 2017: премия Rebranding Africa Awards в категории «Лидерство в СМИ»
- 2020: приз Бамакского форума лучшему африканскому журналисту десятилетия[13]